# Otocac
Otočac es una ciudad en la región montañosa de Lika en Croacia .

## Geografía e historia
Está situada a una altitud de 459 metros sobre el nivel del mar. Otočac, localidad principal entre Velebit y Mala Kapela, en el fascinante valle del río Gacka.
La región del Gacka ha está poblada desde la Prehistoria. Los restos arqueológicos más antiguos de ese período se encuentran en la cueva de Lešće. El hermoso río Gacka es célebre por su claridad y sus truchas. En sus fuentes de Sinac hay molinos que evocan cómo se vivía en otros tiempos. En la otra cara hacia Velebit se encuentra el pueblo Švica, con su bello lago, y Kuterevo, refugio de oseznos. El valle del Gacka y los pueblos al pie de Velebit pueden descubrirse a través de las rutas para bici y senderos.
Los que necesitan adrenalina, tienen a su disposición el aeródromo deportivo, las rutas de montaña Otočas-Zavižan y equitación en las fincas rurales.

## Galería de imágenes

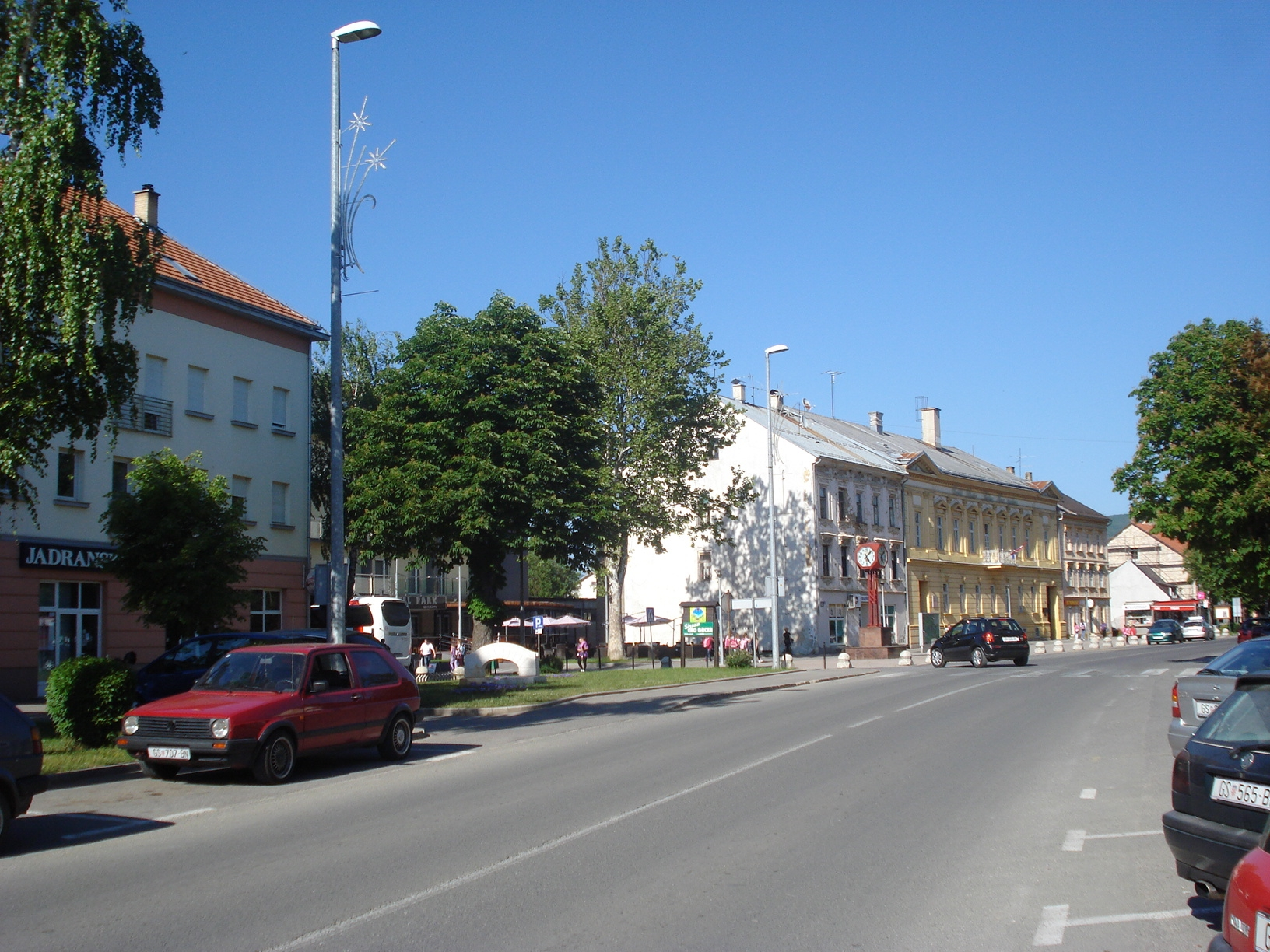
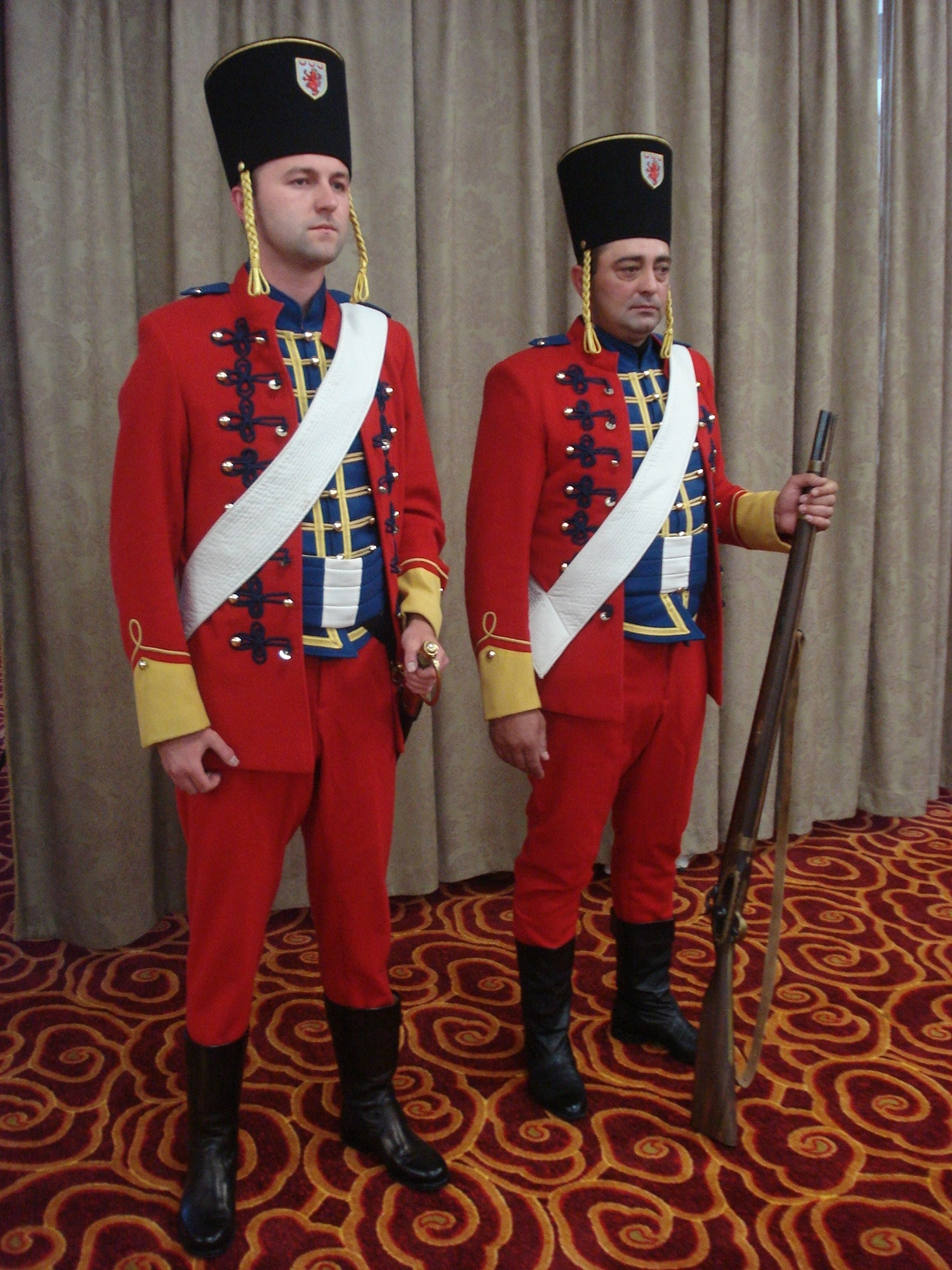
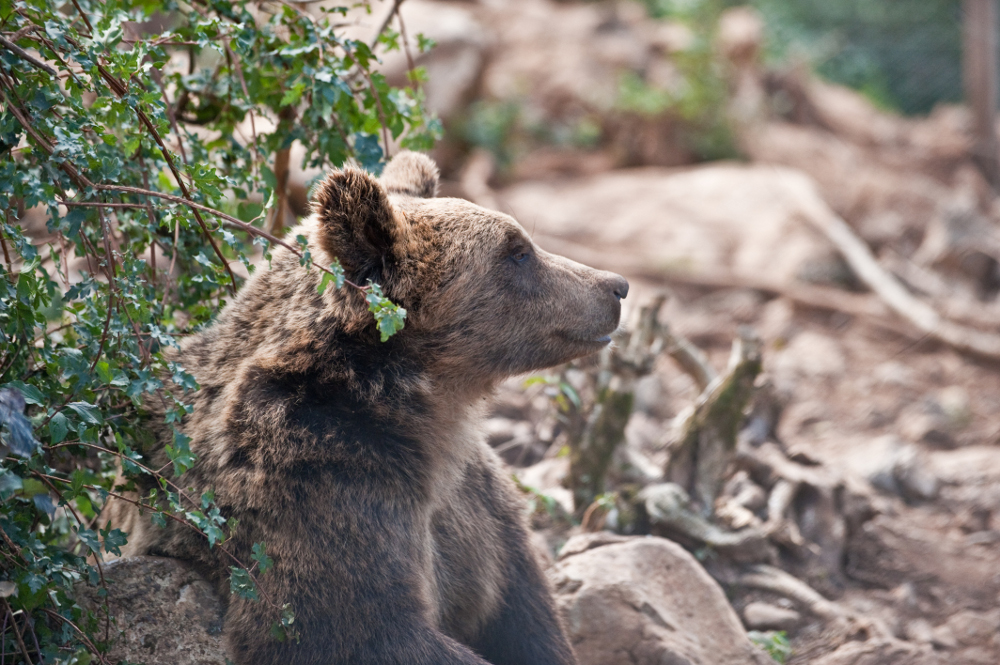
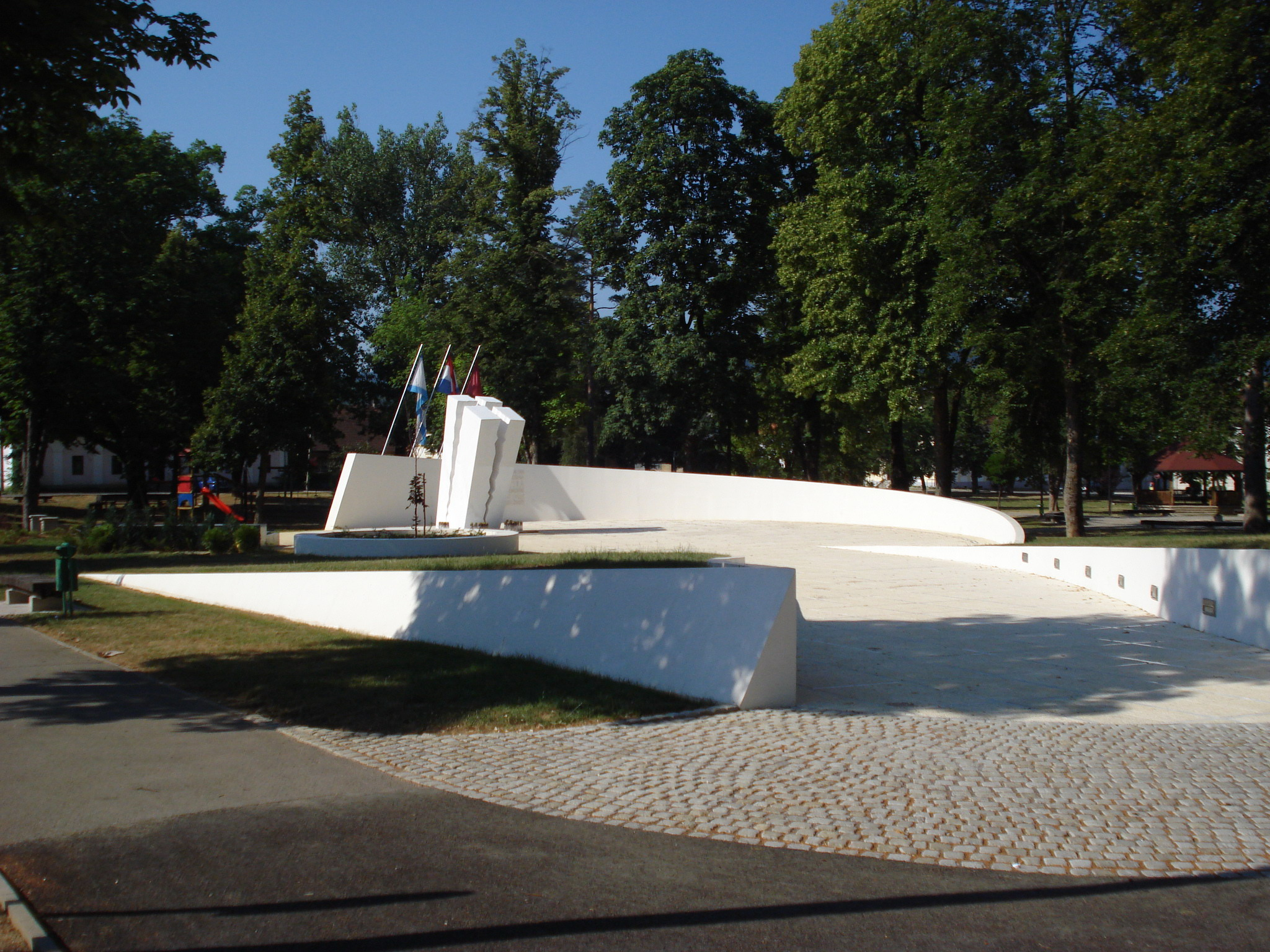
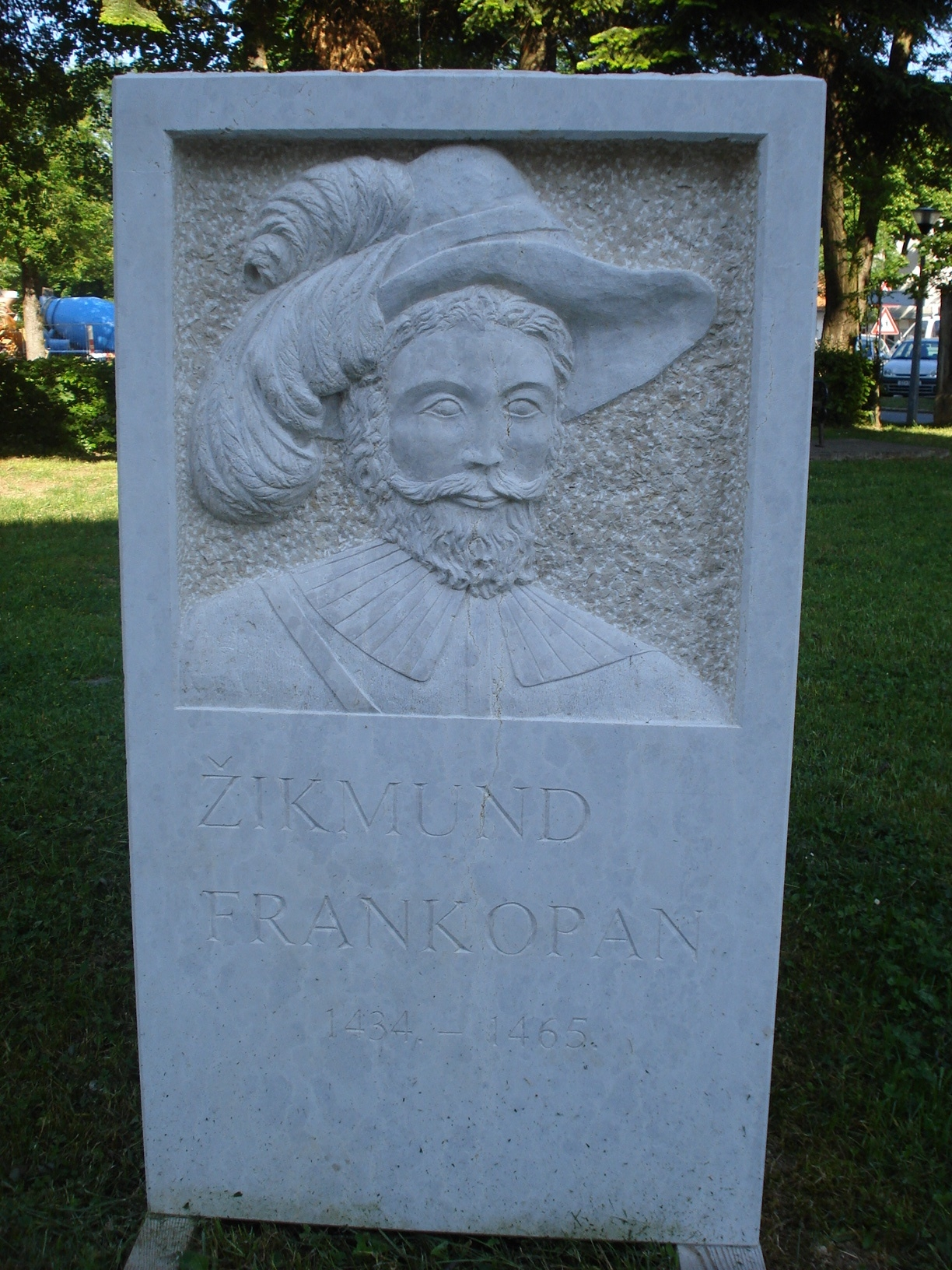
y
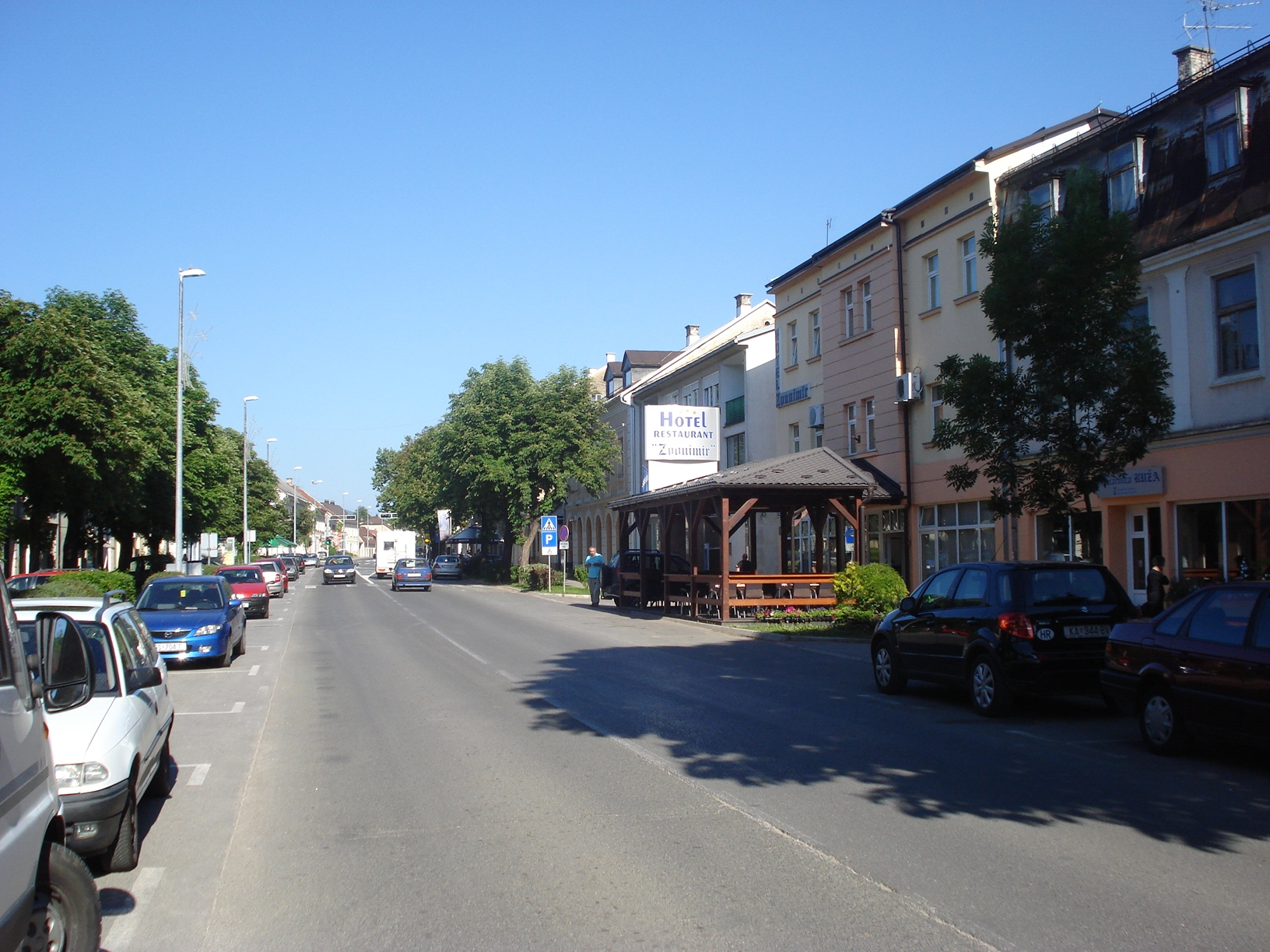
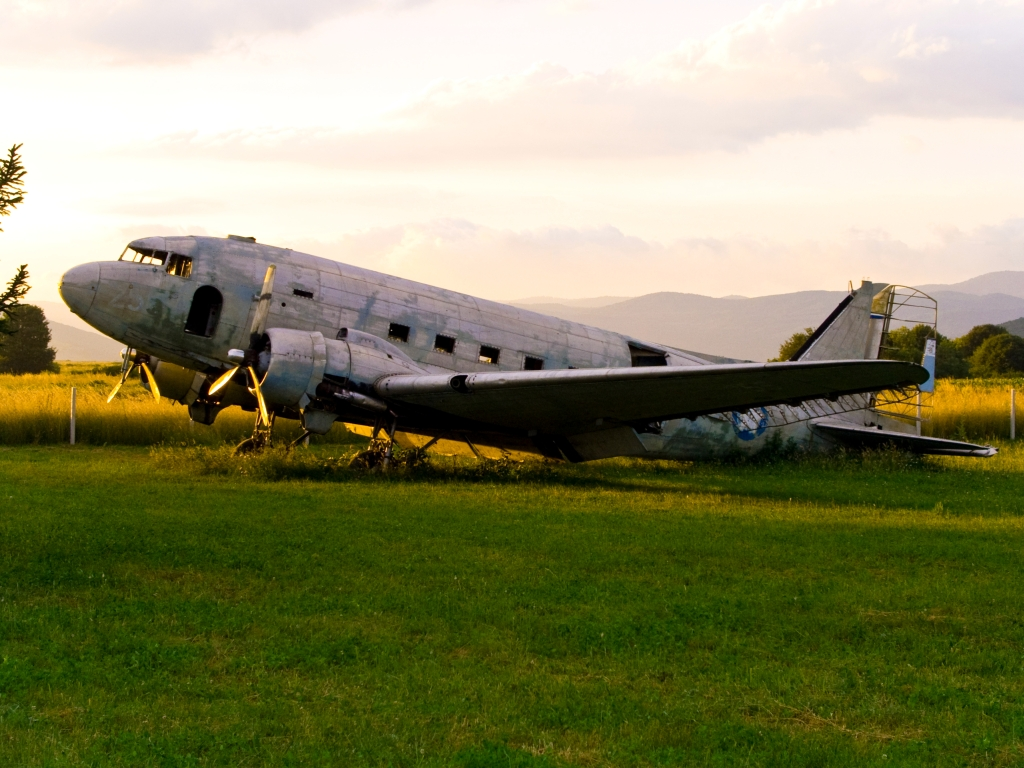
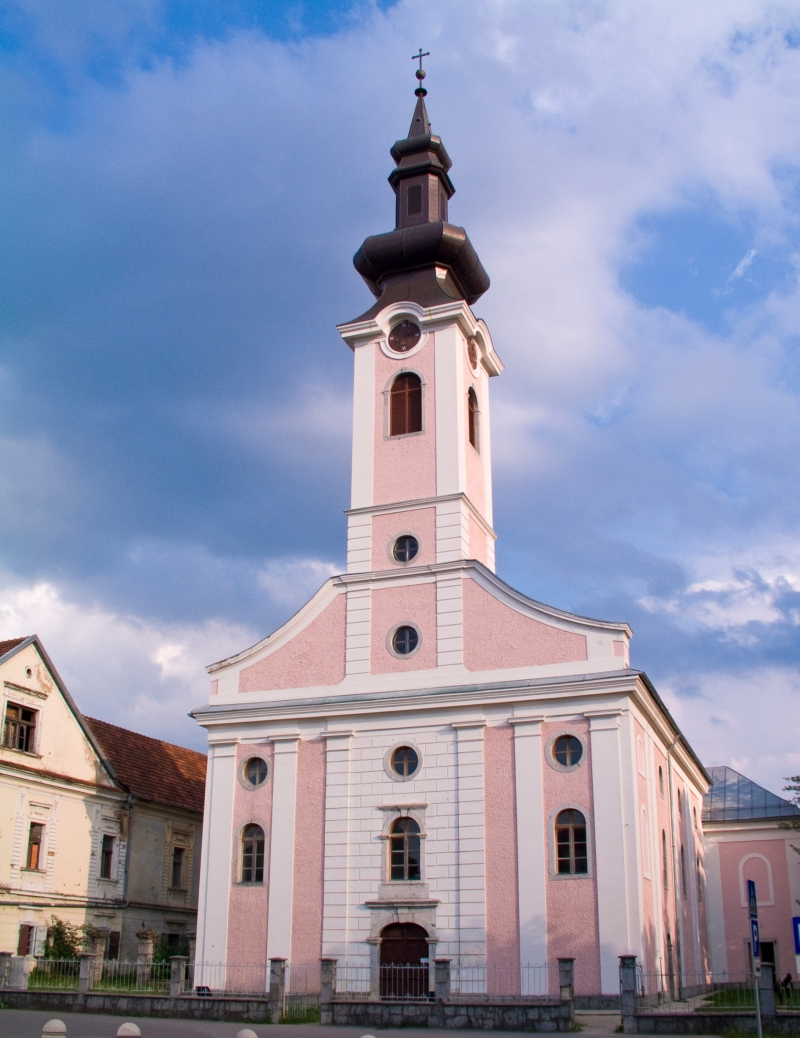

- Datos: Q60823490